# Проспект України (Лісабон)
Авеню України (порт. Avenida da Ucrânia) — авеню у Четвертому кварталі міста Лісабона. Знаходиться у північно-східній частині португальської столиці поблизу станції «Бела-Вішта» Лісабонського метрополітену. Пролягає від авеню Республіки Болгарії (порт. Avenida da República de Bulgária) до Кільця Бела-Вішти (порт. Rotunda da Bela Vista). 
Був урочисто відкритий 23 червня 2008 Президентом України Віктором Ющенком під час його офіційного візиту до Португалії. Цей факт став вдячністю португальського народу за працелюбність українців у розбудові міста та країни в цілому.

## Галерея зображень

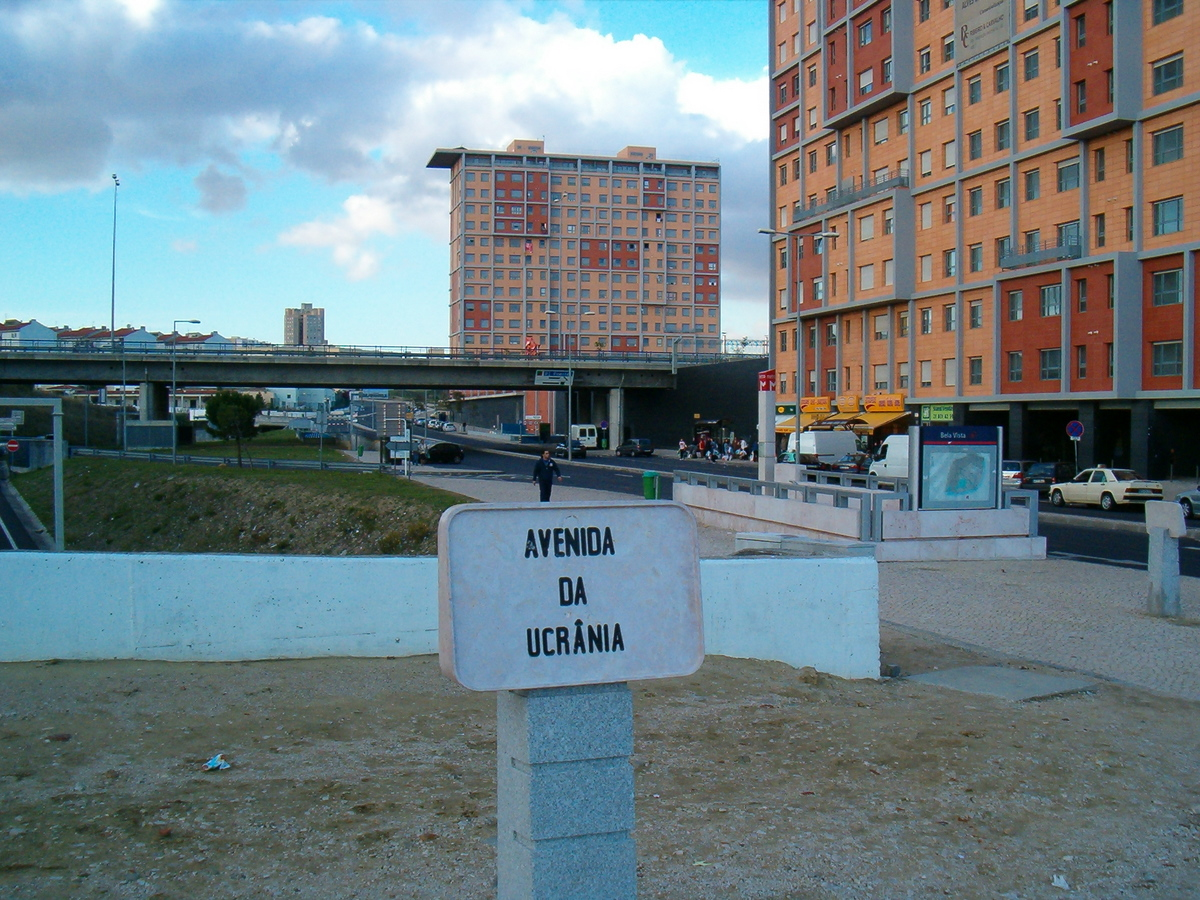
Багатоповерхівки і станція метро біля авеню
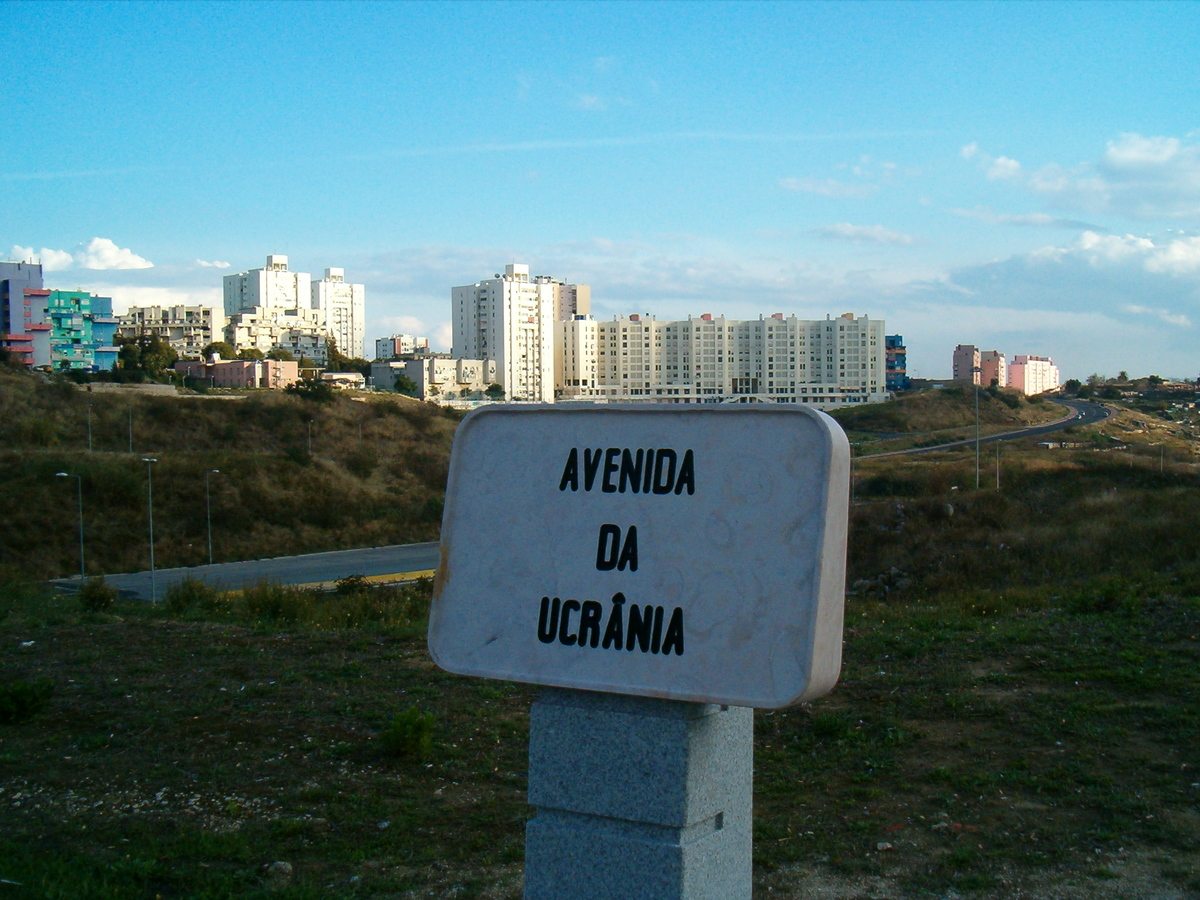
Ще незабудована територія біля авеню